# 小行星2882
小行星2882（2882 Tedesco）是一颗围绕太阳公转的小行星。1981年7月26日，愛德華·鮑威爾在可可尼诺县发现了此天体。
該小行星以美國天文學家和行星科學家愛德華·弗朗西斯·特德斯科（Edward Francis Tedesco）命名。
这颗小行星的绝对星等为7.312121874514186等。